# Maeen Abdulmalik Saeed
Maeen Abdulmalik Saeed (Taiz, 1976) es un político yemení, primer ministro desde octubre de 2018 hasta febrero de 2024.

## Carrera
Tiene un doctorado en filosofía de la arquitectura y en diseño. Trabajó en El Cairo (Egipto) en planificación y construcción, y como profesor asistente en la Facultad de Ingeniería de la Universidad de Thamar. En 2017 fue nombrado ministro de obras públicas e infraestructuras por el primer ministro Ahmed ben Dagher. Durante la guerra civil yemení, integró la delegación gubernamental que se reunió con las milicias hutíes en Ginebra, Biel y Kuwait.